# Chérisy
Chérisy település Franciaországban, Pas-de-Calais megyében. Lakosainak száma 291 fő (2022. január 1.). Chérisy Vis-en-Artois, Fontaine-lès-Croisilles, Guémappe, Hendecourt-lès-Cagnicourt és Héninel községekkel határos.

## Népesség
A település népességének változása:
| Lakosok száma | 302  | 298  | 301  | 293  | 292  | 291  | 290  | 290  | 291  |
|               | 2013 | 2015 | 2016 | 2017 | 2018 | 2019 | 2020 | 2021 | 2022 |